# Matopi
Matopi – wieś w Botswanie w dystrykcie North East. Według spisu ludności z 2011 roku wieś liczyła 361 mieszkańców.